# Gail Russell
Gail Russell, nata Elizabeth L. Russell (Chicago, 21 settembre 1924 – Los Angeles, 26 agosto 1961), è stata un'attrice statunitense, celebre soprattutto per le sue interpretazioni in numerose pellicole western.

## Biografia
Nata da Gladys e George Russell con il nome di battesimo di Elizabeth L. Russell, ancora adolescente si trasferì con la famiglia da Chicago a Los Angeles. Qui, dopo essersi diplomata alla Santa Monica High School ma con scarsi risultati, riuscì a farsi notare per la sua bellezza e nel 1942 firmò un contratto in esclusiva con la Paramount. Nonostante la timidezza, i provini della giovane Elizabeth per la casa cinematografica risultarono positivi e la Paramount non esitò a investire su di lei, affiancandole un insegnante di recitazione.
Nel 1943 esordì nella pellicola Henry Aldrich Gets Glamour, per la regia di Hugh Bennett. Benché in un ruolo marginale, l'interpretazione della Russell riuscì a destare interesse, anche grazie alla sua straordinaria bellezza. Negli anni seguenti prese parte a numerosi altri film. Il primo di questi, particolarmente adatto alla sua bellezza melanconica ed eterea, fu La casa sulla scogliera (1944), nel quale interpretò il ruolo di Stella Meredith, una giovane in contatto con la madre morta, il cui spettro terrorizza la casa che due giovani hanno appena acquistato.

## L'alcolismo
Ormai popolarissima, nei due anni successivi la Russell recitò in otto film, ma già dal 1947 iniziò ad avere seri problemi d'alcolismo. L'attrice sostenne di aver cominciato a bere all'inizio della carriera per vincere la timidezza, ma nel corso degli anni l'abitudine si trasformò progressivamente in una forma di pericolosa dipendenza, tanto che la Paramount diradò le sue scritture.
Nel 1949 sposò l'attore Guy Madison e subito dopo venne coinvolta nella causa di divorzio tra John Wayne, suo partner nel film La strega rossa (1948), e la sua seconda moglie Esperanza Baur Diaz. Quest'ultima aveva accusato suo marito di avere una relazione con la Russell, ma i due negarono sempre l'esistenza di un legame sentimentale fra loro, sostenendo di essere solo amici.
(Gail Russell)
Consapevole dei rischi derivanti dall'alcolismo, la Russell riuscì temporaneamente a disintossicarsi. Dal 1948 al 1951 apparve in altri nove film, ma quando fu nuovamente all'apice del successo, ripiombò nella dipendenza e nel 1950 la Paramount non le rinnovò il contratto. Nel 1954 divorziò da Guy Madison, e fino al 1956 non apparve sulle scene. Sul grande schermo riapparirà solamente dal 1958 al 1961 in ruoli secondari.
A soli 36 anni, nel pomeriggio del 26 agosto del 1961, venne trovata senza vita nella sua casa di Los Angeles. La sua morte venne attribuita ai gravi danni epatici per l'abuso di alcol. La sua salma fu cremata e le sue ceneri vennero poste nel Pierce Brothers Valhalla Memorial Park di North Hollywood.

## Filmografia

### Cinema
- Henry Aldrich Gets Glamour, regia di Hugh Bennett (1943)
- Le schiave della città (Lady in the Dark), regia di Mitchell Leisen (1944)
- La casa sulla scogliera (The Uninvited), regia di Lewis Allen (1944)
- Our Hearts Were Young and Gay, regia di Lewis Allen (1944)
- La corsa della morte (Salty O'Rourke), regia di Raoul Walsh (1945)
- Il fantasma (The Unseen), regia di Lewis Allen (1945)
- Our Hearts Were Growing Up, regia di William D. Russell (1946)
- Le figlie dello scapolo (The Bachelor's Daughters), regia di Andrew L. Stone (1946)
- L'ultima conquista (Angel and the Badman), regia di James Edward Grant (1947)
- Calcutta, regia di John Farrow (1947)
- La luna sorge (Moonrise), regia di Frank Borzage (1948)
- La notte ha mille occhi (Night Has a Thousand Eyes), regia di John Farrow (1948)
- La strega rossa (Wake of the Red Witch), regia di Edward Ludwig (1948)
- Il canto dell'India (Song of India), regia di Albert S. Rogell (1949)
- El Paso, regia di Lewis R. Foster (1949)
- The Great Dan Patch, regia di Joseph M. Newman (1949)
- Capitan Cina (Captain China), regia di Lewis R. Foster (1950)
- Linciaggio (The Lawless), regia di Joseph Losey (1950)
- I moschettieri dell'aria (Air Cadet), regia di Joseph Pevney (1951)
- I sette assassini (Seven Men from Now), regia di Budd Boetticher (1956)
- Il vestito strappato (The Tattered Dress), regia di Jack Arnold (1957)
- No Place to Land, regia di Albert C. Gannaway (1958)
- The Silent Call, regia di John A. Bushelman (1961)

### Televisione
- Studio 57 – serie TV, un episodio (1956)
- The Rebel – serie TV, un episodio (1960)
- Manhunt – serie TV, un episodio (1960)

## Riconoscimenti
- Hollywood Walk of Fame
  - 1960 – Stella

## Doppiatrici italiane
- Lydia Simoneschi ne I moschettieri dell'aria, El Paso, La notte ha mille occhi, La casa sulla scogliera, Calcutta, Il vestito strappato, Inferno nel deserto, Rivista di stelle, La corsa della morte
- Renata Marini ne Il canto dell'India, Linciaggio, La luna sorge, L'ultima conquista
- Dhia Cristiani ne La strega rossa